# Список умерших в 1368 году

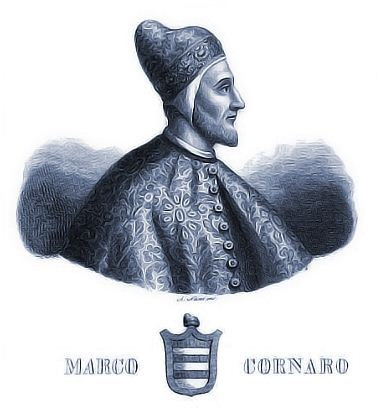
Марко Корнаро

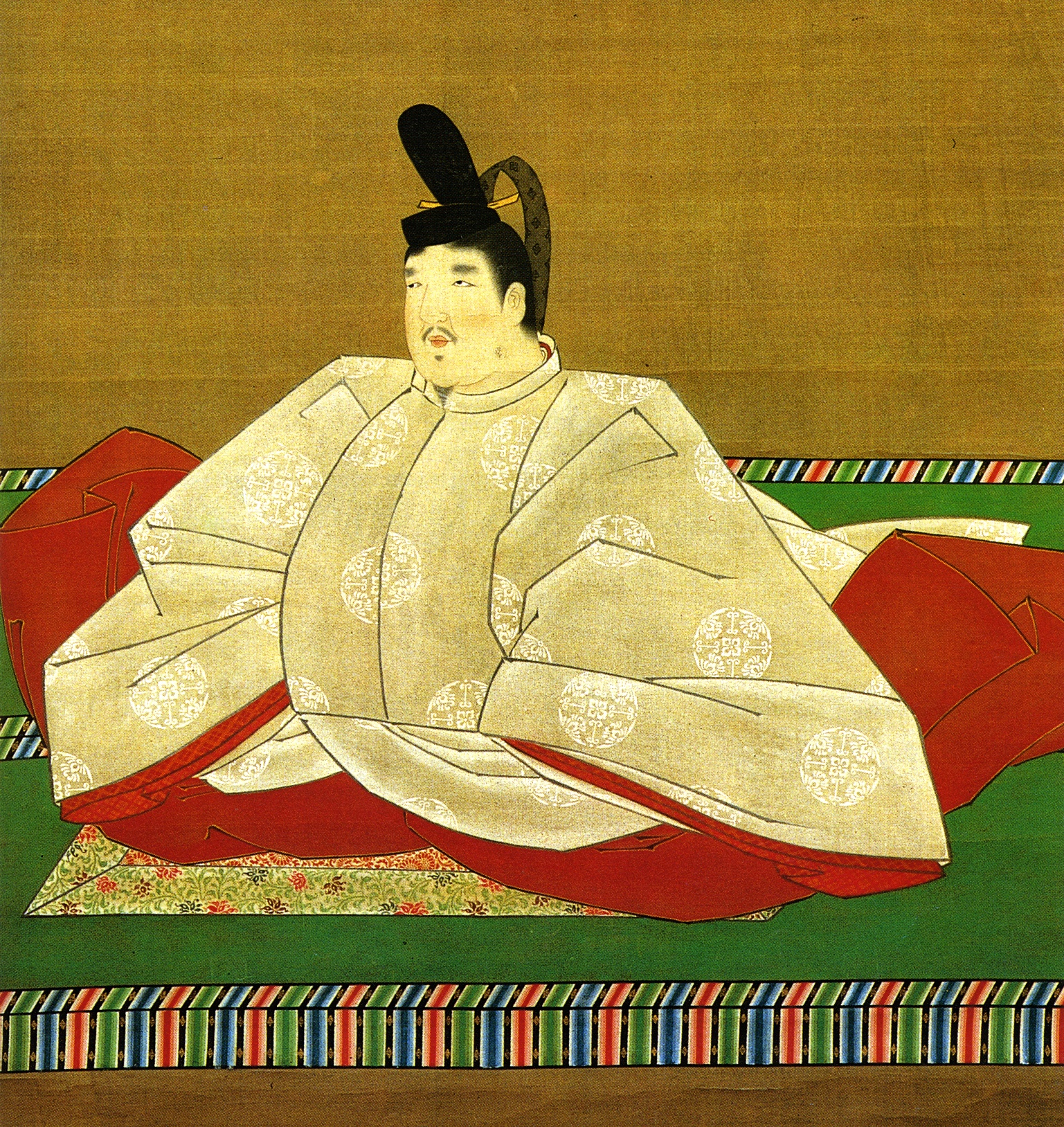
Император Го-Мураками

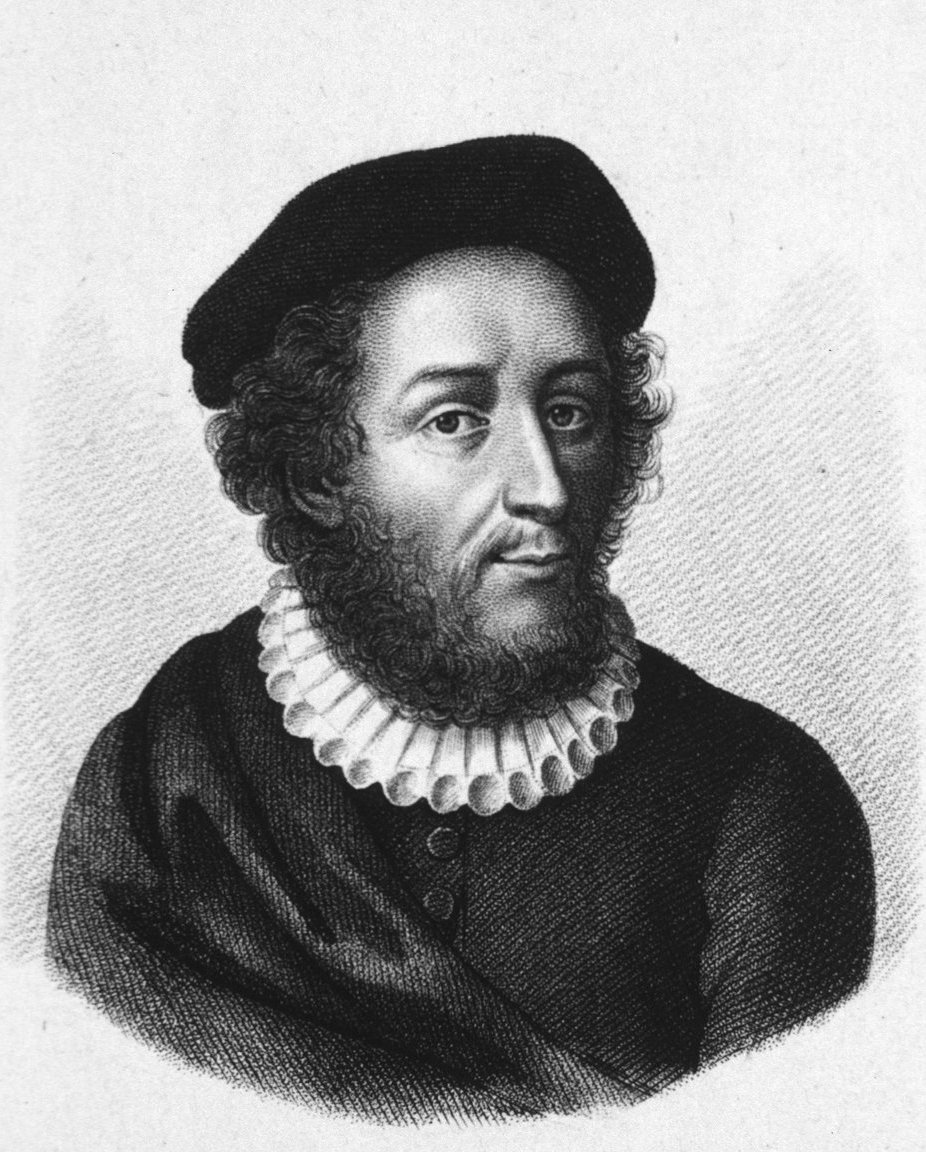
Ги де Шолиак

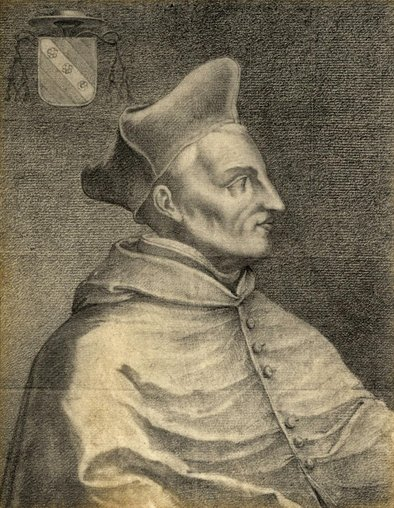
Николо Капокси

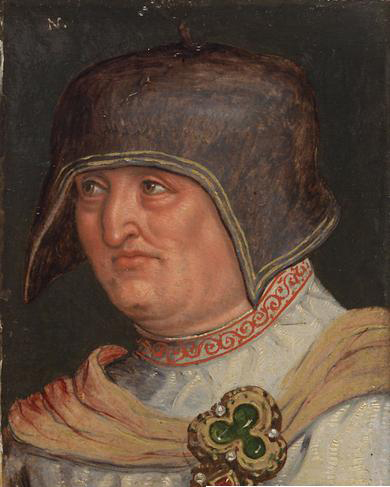
Болеслав II Малый

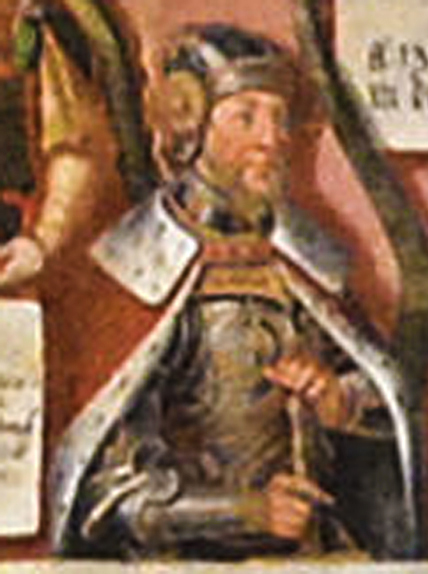
Барним III Великий

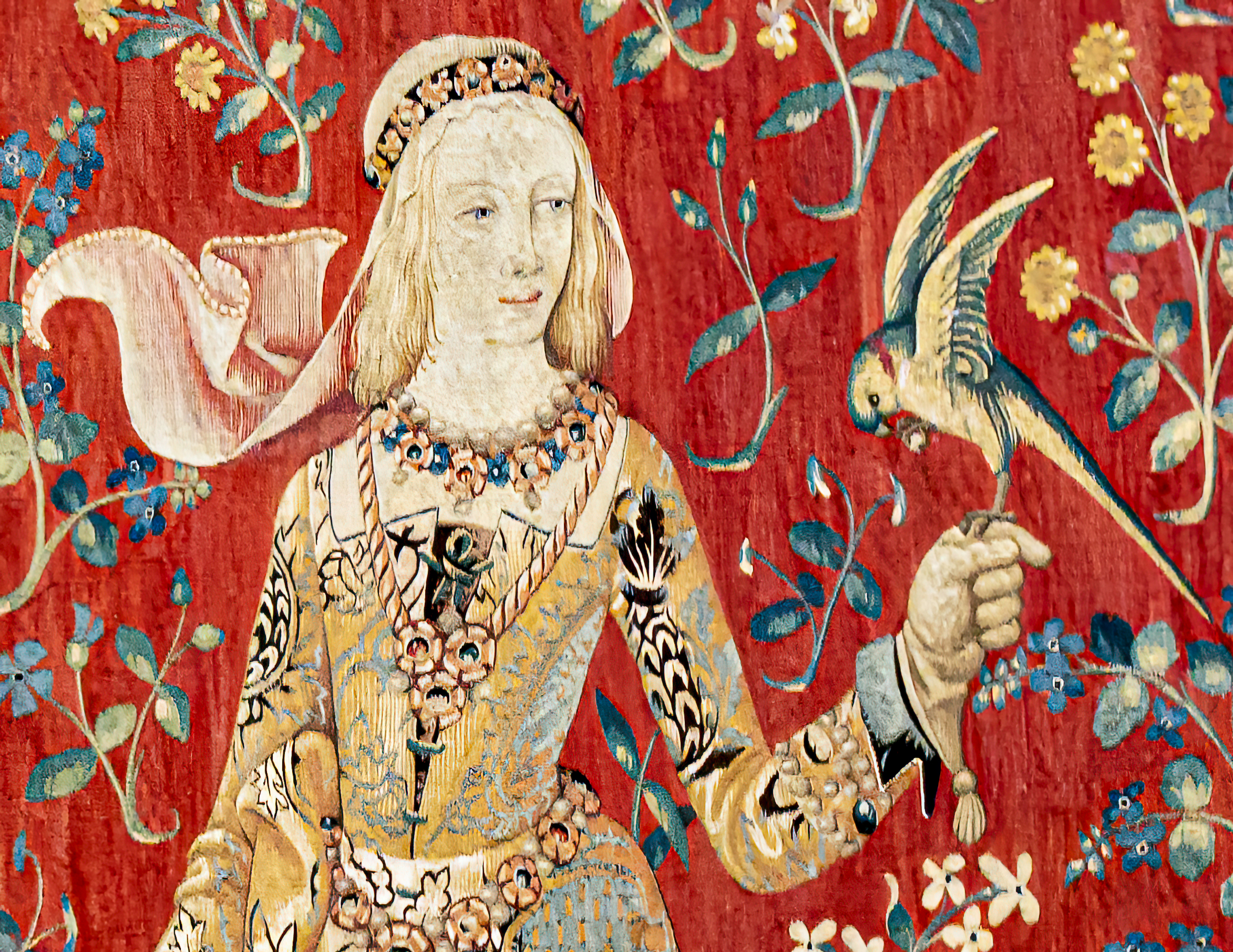
Бланка Ланкастерская

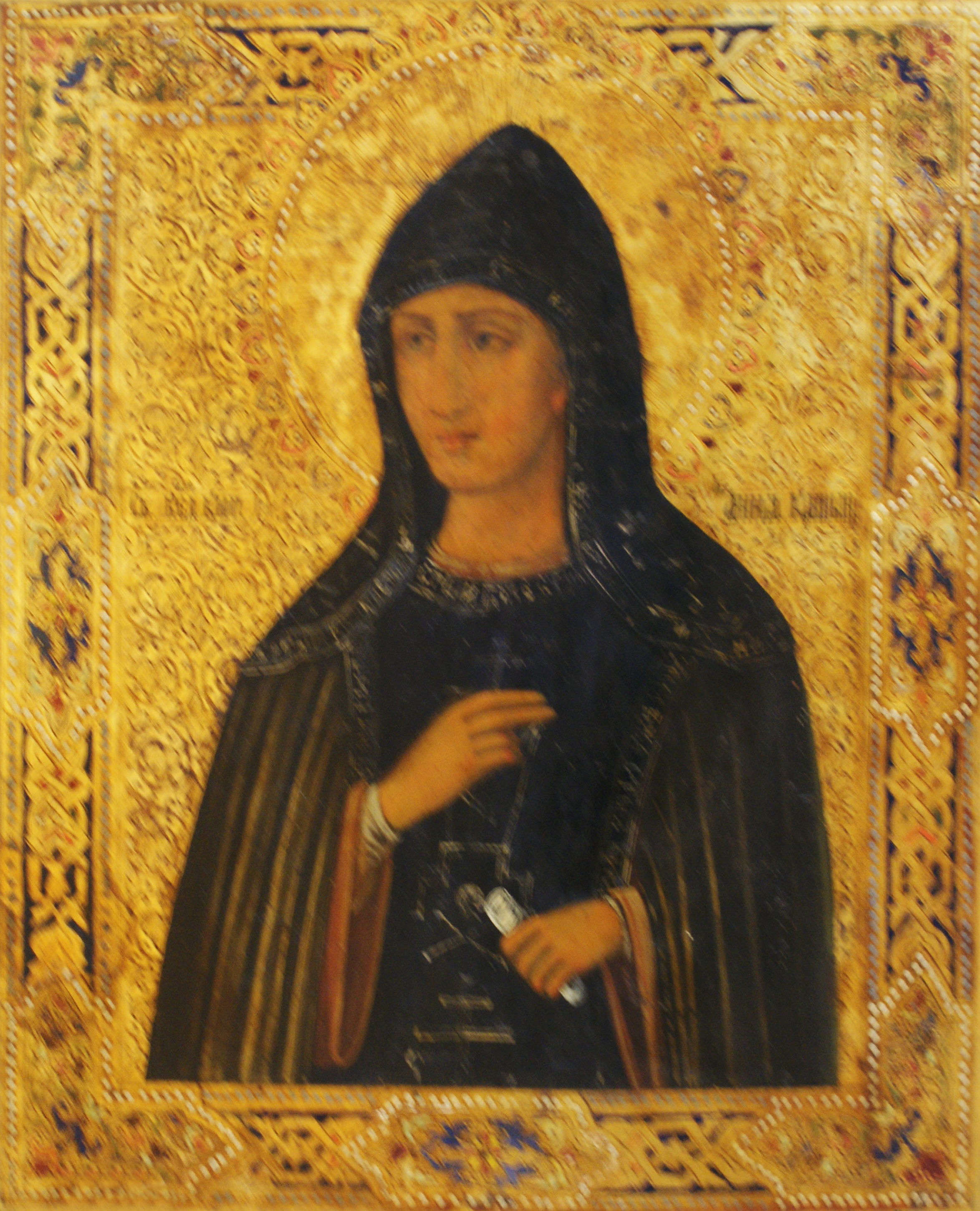
Анна Кашинская

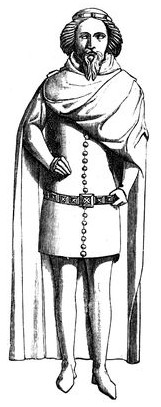
Лайонел Антверп, герцог Кларенс

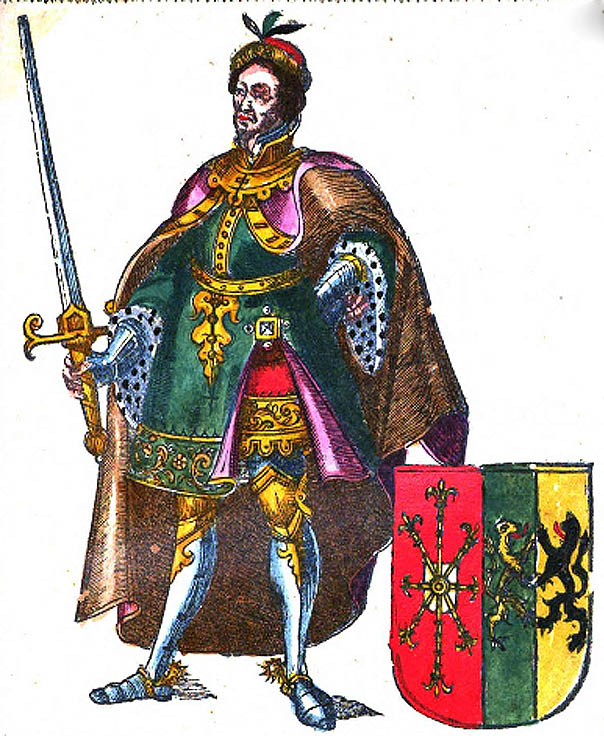
Иоганн

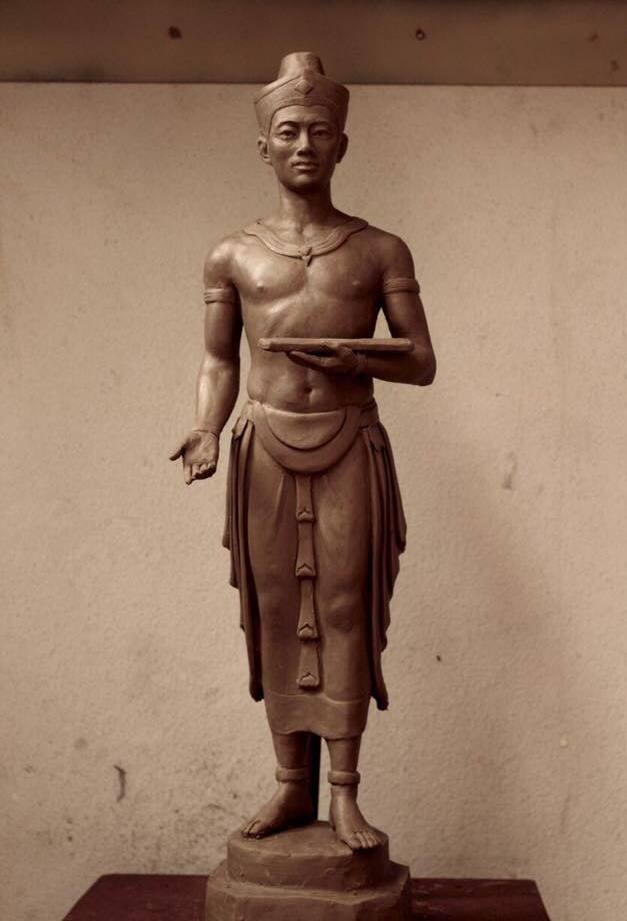
Маха Таммарача I

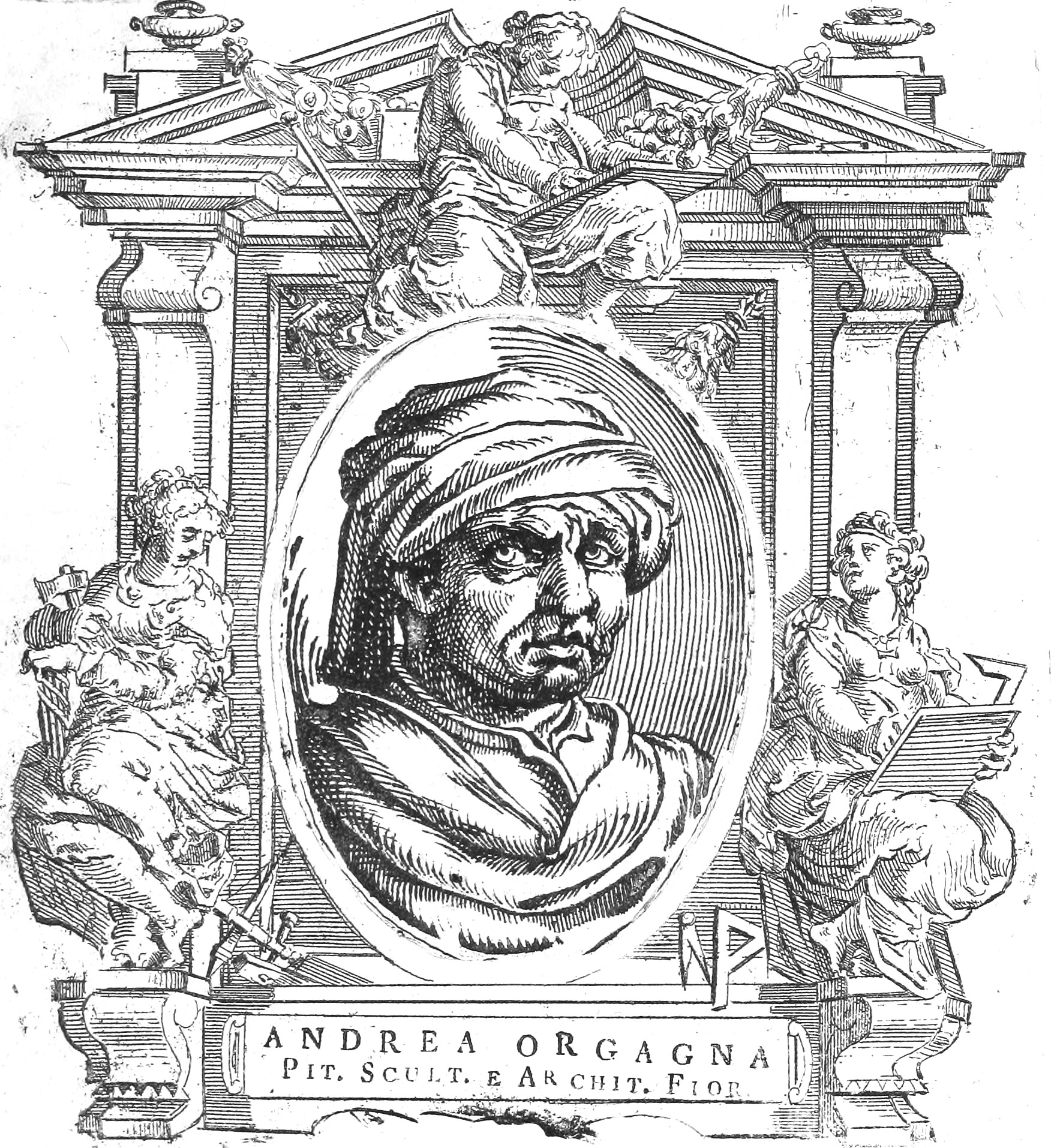
Андреа Орканья

В этой статье представлен список известных людей, умерших в 1368 году.
См. также: Категория:Умершие в 1368 году.

## Январь
- 7 января — Вальдемар I[англ.] — князь Ангальт-Цербста (1316—1368), совместно с Альбертом II (1316—1362) и Иоганном II (1362—1368)
- 13 января — Марко Корнаро — 59-й венецианский дож (1365—1368).
- 28 января — Мвей Доу[англ.] — королева-консорт Хантавади (1253—1268), жена короля Бинья У

## Февраль
- 21 февраля — Фридрих I фон Цоллерн-Нюрнберг[нем.] — епископ Регенсбурга (1342—1365)

## Март
- 29 марта — Император Го-Мураками — император Японии (1339—1368).

## Май
- 18 мая — Генри Перси — английский аристократ и военачальник, 3-й Барон Перси из Алника (1352—1368), хранитель Шотландских марок (1352, 1356), шериф Нортумберленда и хранитель замка Роксборо (1355—1357).

## Июнь
- 8 июня — Морис де Беркли — 4-й барон Беркли (1361—1368).
- 17 июня — Сэр Джон де Моубрей (27), английский аристократ из рода Моубреев, барон Сегрейв (1353—1368) (по жене), 4-й барон Моубрей (1361—1368).

## Июль
- 17 июля — Отто II фон Веттин[нем.] — епископ Миндена (1366—1368)
- 25 июля:
  - Агнесса Мортимер, английская аристократка, дочь Роджера Мортимера, 1-го графа Марча, и Жанны де Женевиль, 2-й баронессы Женевиль в своём праве;
  - Ги де Шолиак — французский хирург, врач Авиньонского папства, «отец хирургии», автор трактата по хирургии Chirurgia Magna.
- 26 июля:
  - Николо Капоччи[итал.] — епископ Утрехта (1341—1342), епископ Уржеля (1348—1350), кардинал i San Vitale (1350—1368), папский легат;
  - Ульрих I — штирийский дворянин и кондотьер, 2-й граф Цельский (1359—1368).
- 28 июля — Болеслав II Малый (Свидницкий) — князь свидницкий (1326—1368) (вместе с братом Генрихом II до 1345), князь яворский (1346—1368), князь львувецкий (1346—1368), князь бжегский (1/2 княжества) (1358—1368), князь севежский (1359—1368), князь глогувский (1/2 княжества) (1361—1368), князь сцинавский (1/2 княжества) (1365—1368). Последний независимый силезский князь из династии Пястов.

## Август
- 14 августа — Барним III Великий — герцог Западной Померании (Штеттина) (1344—1368).
- 25 августа — Энгельберт де ла Марк — князь-епископ Льежа (1345—1364), архиепископ Кёльна и герцог Вестфалии (1364—1368), курфюрст.

## Сентябрь
- 12 сентября — Бланка Ланкастерская — графиня Ланкастер (1361—1368), герцогиня-консорт Ланкастер (1362—1368), мать короля Англии Генриха IV
- 22 сентября — Арно Бернар Дю Пюже[фр.] —архиепископ Экса (1348—1361), латинский патриарх Александрии (1361—1368), кардинал-камерленго (1368)

## Октябрь
- 2 октября — Анна Кашинская — дочь ростовского князя Дмитрия Борисовича, княгиня тверская (1294—1318), великая княгиня владимирская (1305—1318), жена князя Михаила Ярославича, святая православной церкви.
- 13 октября — Конрад фон Кройнцах[нем.] — немецкий скрипач.
- 17 октября — Лайонел Антверп (29) — сын короля Англии Эдуарда III, граф Ольстер (по праву жены Элизабет де Бург) (1347—1368), первый герцог Кларенс (1362—1368).
- 19 октября — Франческо Бевилаква[итал.] — итальянский юрист и дипломат

## Ноябрь
- 19 ноября — Иоганн — граф Клеве (1347—1368)
- 21 ноября — Акинф Фёдорович Шуба — боярин серпуховского князя Владимира Андреевича Храброго. Погиб командуя сторожевым полком, в кровопролитной битве на реке Тростня в бою с литовцами великого князя литовского Ольгерда, неожиданно вторгшегося в русские пределы.

## Декабрь
- 8 декабря — Кирилл Челмогорский — русский православный святой, преподобный, один из первых, древнейших монахов-пустынножителей, пришедших в Обонежье.
- 31 декабря — Филипп II[англ.] — граф Пьемонта (1368); свергнут и казнён братом Амадеем.

## Дата неизвестна или требует уточнения
- Авентино Фракасторо[итал.] — итальянский врач из Вероны, предок Джироламо Фракасторо
- Азиз шейх — хан Золотой Орды (1365—1367); убит.
- Булат-Тимур — золотоордынский князь (эмир), представитель верхушки ордынской аристократии, правитель волжской Болгарии (1361—1367); погиб в междоусобной борьбе с ханом Азизом в Сарае ал-Джадиде.
- Василий Михайлович — первый князь кашинский (1319—1348), Князь тверской (1349—1368), родоначальник Кашинских князей.
- Генрих[нем.] — граф Нассау-Хадамар (1365—1368)
- Далиетемиши[англ.] — императрица-консорт Китая (1332), жена императора Иринджибала
- Демир-бей — один из золотоордынских беев, участник Битвы на Синих Водах, возможный правитель Феодоро (1362—1368)
- Джон из Рединга — английский хронист.
- Жан де Сантре[фр.] — французский военный, главный герой романа Антуана де Ла Саля «Маленький Жан из Сантре», биографию которого писатель выдумал
- Ибн-и Ямин[итал.] — персидский поэт
- Иэн Фраох Макдональд[англ.] — младший сын Ангуса Ога, родоначальник шотландского клана Макдональдов из Гленко
- Конрад Шмид[англ.] — руководитель секты флагеллянтов и миленаристов в Тюрингии, самозванный мессия и король Тюрингии; сожжён на костре как еретик, имел последователей после смерти.
- Константин — князь Оболенский (?—1368), родоначальник князей Оболенских; убит при захвате литовским князем Ольгердом Оболенска.
- Майно де Майнери[англ.] — итальянский врач и астролог, автор лечебно-профилактических советов
- Мориц фон Ольденбург[нем.] — князь-архиепископ Бремена (1348—1359), участник Бременской архиепископской вражды.
- Маха Таммарача I — король Сукхотаи (в Таиланде) (1347—1368).
- Нитта Йошимуне[англ.] — сын Нитты Ёсисады, японский военачальник
- Андреа Орканья — итальянский живописец, скульптор и архитектор.
- Педро Мартинес де Луна[итал.] — арагонский военачальник; погиб в битве Святой Анны сардино-арагонской войны.
- Томас де Уффорд, английский аристократ, участник Столетней войны; рыцарь ордена Подвязки.
- Чжан Чжу[англ.] — китайский поэт
- Энтони де Люси, 3-й барон Люси[англ.] — барон Люси (1365—1368); убит в крестовом походе на Литву, многими учёными идентифицируется как St Bees Man
- Эрих II — герцог Саксен-Ратцебург-Лауэнбурга (1338—1368)